# Municipio de Argo
El municipio de Argo (en inglés: Argo Township) es un municipio ubicado en el condado de Brookings en el estado estadounidense de Dakota del Sur. En el año 2010 tenía una población de 131 habitantes y una densidad poblacional de 1,4 personas por km².

## Geografía
El municipio de Argo se encuentra ubicado en las coordenadas 44°30′26″N 96°41′49″O / 44.50722, -96.69694. Según la Oficina del Censo de los Estados Unidos, el municipio tiene una superficie total de 93.74 km², de la cual 93,65 km² corresponden a tierra firme y (0,1 %) 0,09 km² es agua.

## Demografía
Según el censo de 2010, había 131 personas residiendo en el municipio de Argo. La densidad de población era de 1,4 hab./km². De los 131 habitantes, el municipio de Argo estaba compuesto por el 99,24 % blancos, el 0,76 % eran asiáticos. Del total de la población el 0 % eran hispanos o latinos de cualquier raza.